# Фейсал бін Туркі
Фейсал бін Туркі (араб. فيصل بن تركي; нар. 8 червня 1864 — 4 жовтня 1913) — султан Маскату і Оману в 1888—1913 роках.

## Життєпис
Походив з династії Бусаїдів. Син султана Туркі бін Саїда та представниці народу сурма. Спадкував трон після смерті батька 1888 року.
Невдовзі поновилися міжплемінні чвари в країні, зокрема між племенем бану-хіна та клан аль-гафірі з племені нізар. Фейсалу зрештою вдалося замирити більшість з них. Разом з тим внутрішні складнощі та фінансова криза, викликана припиненням сплати данини з Занзібару, привели за послаблення держави. Цим скористалися Велика Британія й Франція, що почали боротьбу за встановленням свого протекторату над Оманом. оскільки британці мали тривалі стосунки з правлячою династією, то переможницею у такому протистояння вийшла Велика Британія. 20 березня 1891 року було укладено угоду щодо встановлення британського протекторату.
У 1895 році Фейсал за допомогою британських військ зумів придушити повстання, підтримане Хамадом ібн Тувайні, султаном Занзібару. В подальшому Фейсалу доводилося припиняти змови і спроби своїх родичів захопити владу в країні і скинути його з трону. 1899 року під тиском вимушений був дозволити створення британської бази в Маскаті, чим його авторитет було остаточно знищено.
Втім султан все ж намагався продовжувати маневри між французами й британцями. У 1898 році Фейсал уклав договір з Францією, дозволивши будівництво французької вуглезаправочной станції в порту Бандар-аль-Джісса. У відповідь британські військові кораблі обстріляли палац в Маскаті, після чого Фейсал капітулював і розірвав співпрацю з Францією.
У 1903 році звернувся до Джорджа Керзона, віце-короля Індії, з проханням зректися влади, але отримав відмову. У травні 1913 року Саїда ібн Рашид аль-Харусі обирають імамом в Нізві, після чого почалося повстання племен бану-хіна і аль-гафірі проти султана. Сам Фейсал помер у жовтні того ж року. Йому спадкував син Теймур.